# Mefitis

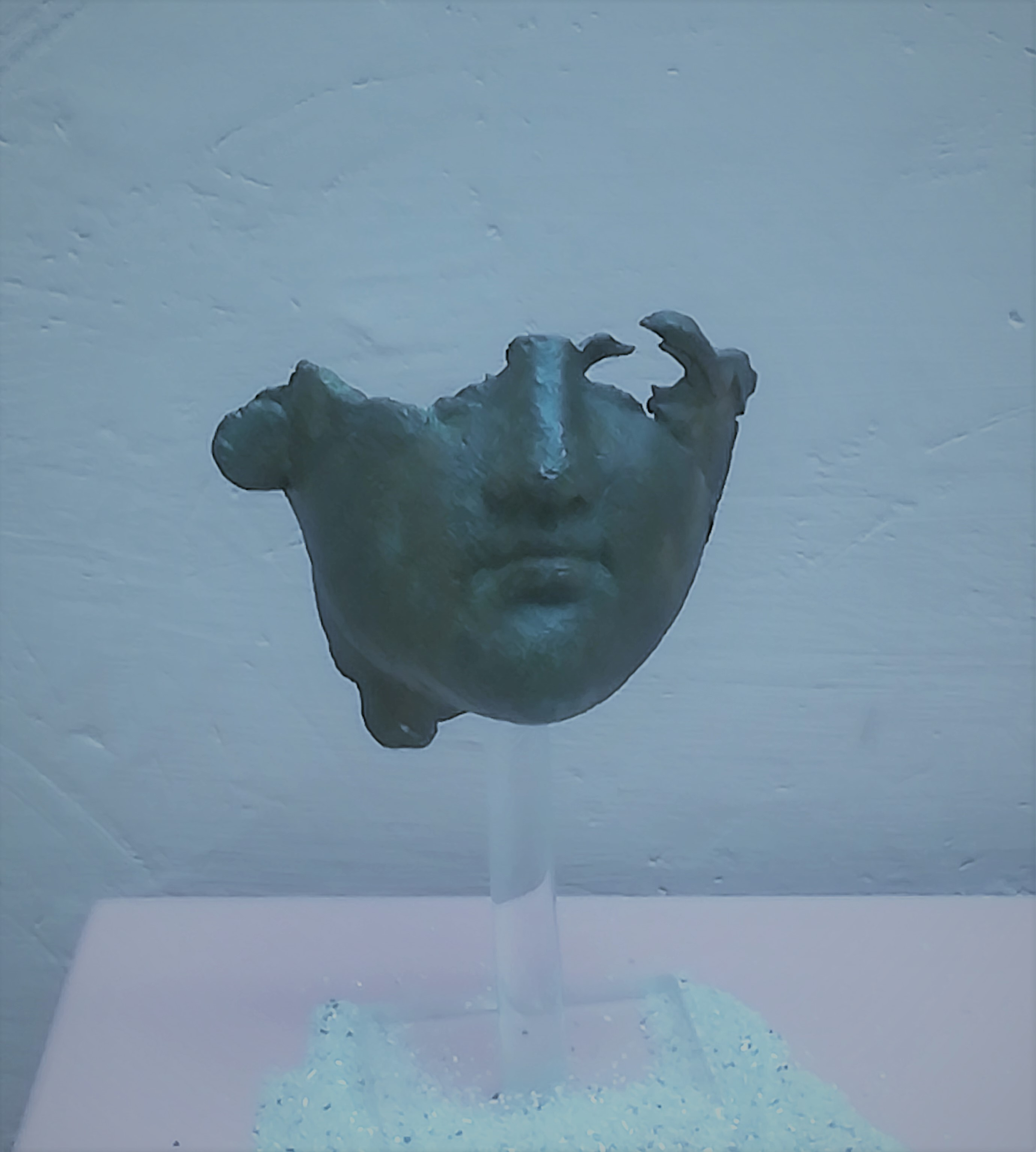
Restos de bronce de la diosa Mefitis, divinidad de los antiguos pueblos latinos. Se conserva en el Museo archeologico nazionale della Basilicata.

Mefitis o Mephitis es la diosa de los pueblos itálicos de las aguas sulfúricas curativas, los gases sulfurosos y otras aguas y gases malolientes que salen de la tierra en pantanos o vapores volcánicos. También se la invocaba para la fertilidad de los campos y la fecundidad femenina.
Se ha teorizado que Mefitis fue originalmente una diosa de las fuentes subterráneas, como los manantiales naturales y el hecho de que muchos de estos manantiales fueran sulfurosos la llevó a asociarse con gases nocivos. Casi siempre se la identifica con los volcanes, y fue adorada en Pompeya. Posteriormente su templo sería dedicado a Venus.

## Etimología
La etimología del nombre Mefitis es controvertida, pero según el lingüista italiano Alberto Manco, el sistema de epítetos que identificaba a la diosa de un lugar a otro demostraría su relación dimensional basada en el agua.
El nombre de Mefitis es osco, con la característica -f- intervocálica, y quizás deriva de 'medio-dluitis', que a través de "mefifitis" se llega a Mefitis, que es 'la que exhala el humo en el medio' o de "Medhu-io" que es 'la que se intoxica' o incluso, la que parece más probable, 'la que está en el medio ', es decir, una entidad intermedia entre el cielo y la tierra, entre la muerte y la vida. Se la atribuye el poder de actuar como intermediaria y presidir el pasaje entre esos mundos.

## Culto
Como deidad de vapores sulfurosos, el azufre ha sido visto tanto como un remedio para enfermedades de la piel, así como la fertilidad. En los días en que Venus era considerada no sólo como la diosa de la belleza, sino también de la salud - como en los siglos IV a. C. y III a. C.- probablemente se observó una relación entre Venus y Mefitis. Mefitis, de esta forma, puede considerarse como la antecesora de la 'diosa de la salud' Venus. De hecho, Venus comparte el epíteto Fisica con Mefitis.
Su culto estaba extendido por la Italia osco-sabélica en particular en las áreas habitadas o frecuentadas por la población samnita. Los samnitas ocuparon el centro de Italia antes del ascenso de Roma y Mefitis fue adorada en el centro y sur de Italia antes de la época romana, con su santuario principal en el volcán Ampsanctus en Samnio (Samnium). 
Relatos de antiguos escritores y hallazgos arqueológicos documentan su existencia en Irpinia en Rocca San Felice y Frigento, en el Valle d'Ansanto y en Casalbore, en Lucania en Rossano di Vaglio y Grumentum, en Casalvieri (en la localidad de Pescarola), en Casalattico (en la localidad de San Nazario), en el valle de Canneto en Settefrati, en el cruce entre Molise, Lacio y Abruzzo, en Molise cerca del templo itálico de Vastogirardi y en San Donato Val di Comino. 
Pero también se encuentra fuera del área osco-sabélica: en Cremona, en Lodi Vecchio, cerca de Lodi, en Roma - donde se atestigua un templo (aedes Mefitis) y un bosque sagrado (lucus Mefitis) dedicada a ella en la colina Esquilina desde el siglo III a. C.- y en Tívoli.
Sus lugares de culto están casi siempre ubicados en un entorno caracterizado por la presencia de aguas fluviales o lacustres. Se ha planteado la hipótesis de que, desde una divinidad vinculada a las aguas y los manantiales en general, después de la romanización de Italia se conectó mayormente y luego exclusivamente a los humos que emanaban de las mofetas o fumarolas que surgen de las grietas de terrenos volcánicos y de las aguas sulfurosas o corruptas como las aguas estancadas, que debían evitarse, en lugares marcados por fenómenos volcánicos. 
Un aspecto aún no investigado con profundidad es la posible relación entre este culto y un rito de transición como el caso de la trashumancia, constituido por el paso de los rebaños a los nuevos pastos estacionales. Esta hipótesis se ve reforzada por el hecho de que cerca de los caminos estaban presentes las antiguas áreas sagradas dedicadas a Mefitis.
En italiano, un mefite es también una solfatara o fumarola, asociada con la diosa romana Mefitis. La característica que da origen a este término se encuentra en Italia a lo largo de la Via Appia entre Roma y Brindisi. Allí, los antiguos romanos descansaban en sus viajes y rendían homenaje a la diosa realizando sacrificios de animales utilizando los mortales gases de las fisuras volcánicas. Hoy en día, se puede encontrar cerca del pueblo de Rocca San Felice, en la provincia de Avellino (región de Campania).